# Cryptobatrachus conditus
Cryptobatrachus conditus es una especie de anfibio anuro de la familia Hemiphractidae.

## Distribución geográfica
Esta especie es endémica del departamento de Norte de Santander en Colombia. Habita en Bucarasica alrededor de 1030 m en el lado este de la Serranía de Perijá.
Su presencia es incierta en Venezuela.

## Publicación original
- Lynch, 2008 : A taxonomic revision of frogs of the genus Cryptobatrachus (Anura: Hemiphractidae). Zootaxa, n.º 1883, p. 28–68.[5]